# Lucas 7

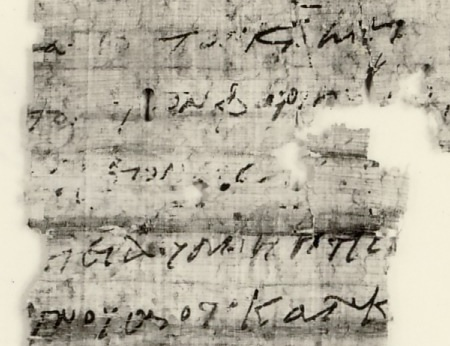
Lucas 7:36,37 en Papiro 3, escrito hacia los siglos VI-VII.

Lucas 7 es el séptimo capítulo del Evangelio de Lucas del Nuevo Testamento de la Biblia cristiana. Narra los registros de dos grandes milagros realizados por Jesús, su respuesta a la pregunta de Juan el Bautista y la unción por una mujer pecadora. El libro que contiene este capítulo es anónimo, pero la tradición cristiana primitiva afirmó uniformemente que Lucas el Evangelista, compañero de Pablo el Apóstol en sus viajes misioneros, compuso este Evangelio así como los Hechos de los Apóstoles.

## Texto
.

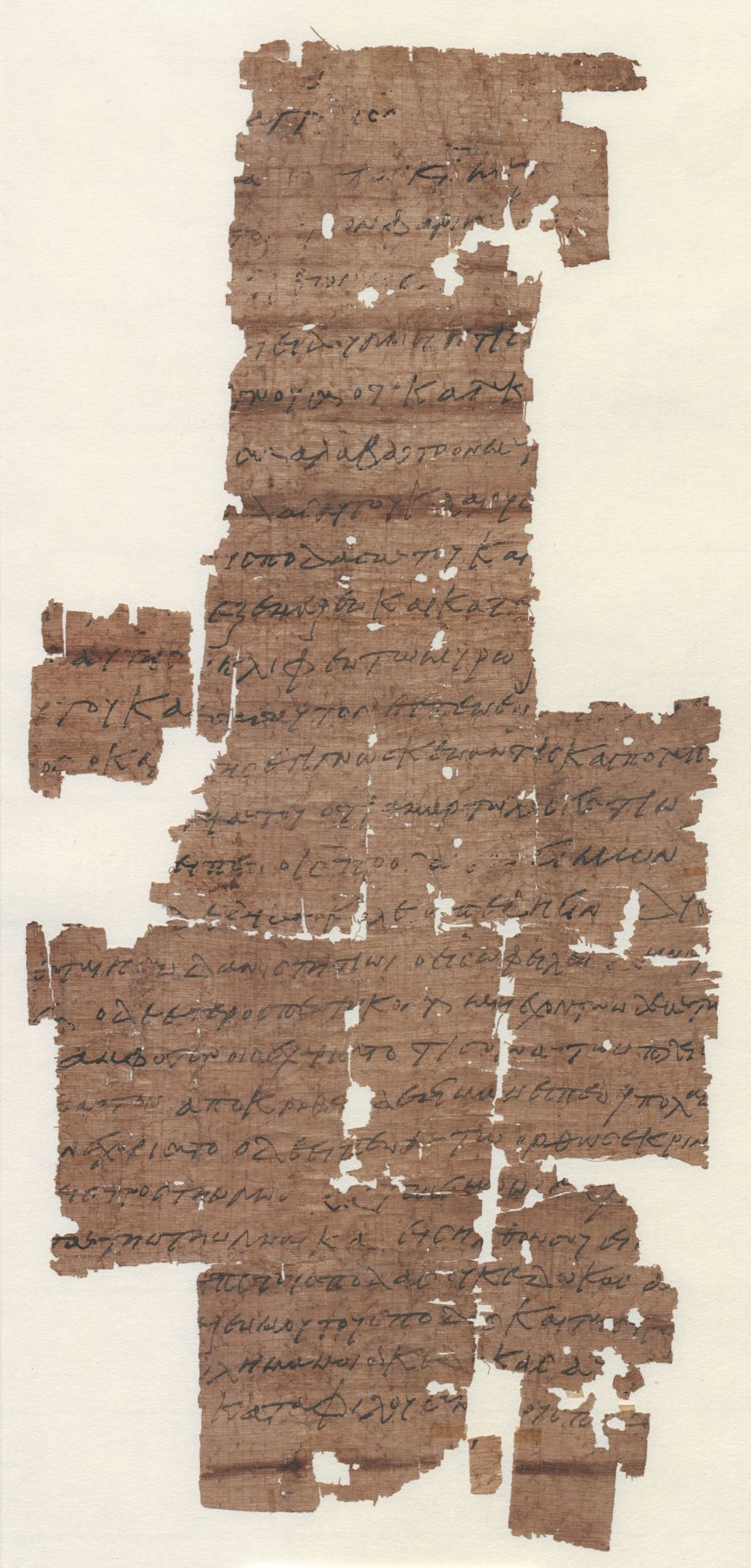
Lucas 7:36-45 en Papiro 3 (/)

El texto original estaba escrito en griego koiné. Este capítulo está dividido en 50 Versículos.

### Testigos textuales
Algunos manuscritos antiguos que contienen el texto de este capítulo son: 
- Papiro 75 (175-225 d. C.)
- Papiro 45 (~250).
- Codex Vaticanus (325-350)
- Codex Sinaiticus (330-360)
- Codex Bezae (~400)
- Codex Washingtonianus (~400)
- Codex Ephraemi Rescriptus (~450; lagunas: Versículo 17 hasta el final)
- Papiro 2 (~550; Versículos 22-26 y 50 existentes en lengua copta)[4]
- Papiro 3 (siglo VI/XVII; Versículos 36-45 existentes)[4]

## Curación del siervo del centurión (7:1-10)
Lucas 7; 1-10 relata que, cuando Jesús había "concluido todo su dichos", un centurión romano de Cafarnaún envió a los ancianos judíos a pedir ayuda a Jesús, porque su criado (o esclavo) estaba enfermo.  Los ancianos dieron testimonio de la valía del centurión (ἄξιός, axios) pero el centurión no se consideraba digno (usando la misma palabra griega, ηξιωσα, ēxiōsa) de que Jesús entrara en su casa para realizar la curación, sugiriendo en su lugar que Jesús realizara la curación a distancia. Jesús estuvo de acuerdo, y se comprobó que el siervo había sido sanado cuando el centurión regresó a su casa.

### Comentario
El relato ofrece una visión de la vida en Cafarnaún, una ciudad comercial con suficiente importancia para tener una guarnición dirigida por un centurión. La convivencia entre diversas culturas es evidente; el centurión, aunque no es judío, es muy apreciado por los líderes judíos debido a su respeto por el pueblo y a que les ha construido una sinagoga. Además, Jesús es una figura de gran prestigio en casi todos los niveles de la sociedad.
En el relato, se mencionan varias figuras relevantes como el centurión, los principales entre los judíos, el jefe de la sinagoga, los publicanos y los trabajadores, incluyendo pequeños propietarios. Todos estos personajes tienen una conexión con Jesús, lo que subraya que nadie es ajeno a su influencia. De la misma manera, esto resalta que nadie debería ser excluido de nuestra misión apostólica.

Cuanto más cerca está de Dios el apóstol, se siente más universal: se agranda el corazón para que quepan todos y todo en los deseos de poner el universo a los pies de Jesús.

El texto ejemplifica bellamente la fe y humildad necesarias en la relación con Jesús. Contrasta el elogio de los ancianos, que afirman que el centurión merece que hagas esto, con el sentimiento de indignidad personal del propio centurión. La fe del oficial romano, que se reflejó anteriormente en la construcción de la sinagoga, se manifiesta ahora en toda su grandeza. La liturgia de la Iglesia nos invita a repetir la oración del centurión antes de recibir la Comunión, para que podamos imitar su actitud al recibir al Señor, reconociendo el valor de esta oración en nuestro enriquecimiento espiritual.

Llamándose indigno se mostró digno de que Jesús entrara, si no en su cuerpo, sí en su corazón. No habría podido decir esto, con tanta fe y humildad, si no hubiera llevado en el corazón a Aquel que se consideraba indigno de recibir. Y no hubiera tenido una felicidad tan grande si el Señor hubiera entrado en su casa, pero no en su pecho.

## Resucitación del hijo de la viuda de Naín (7:11-17)
.

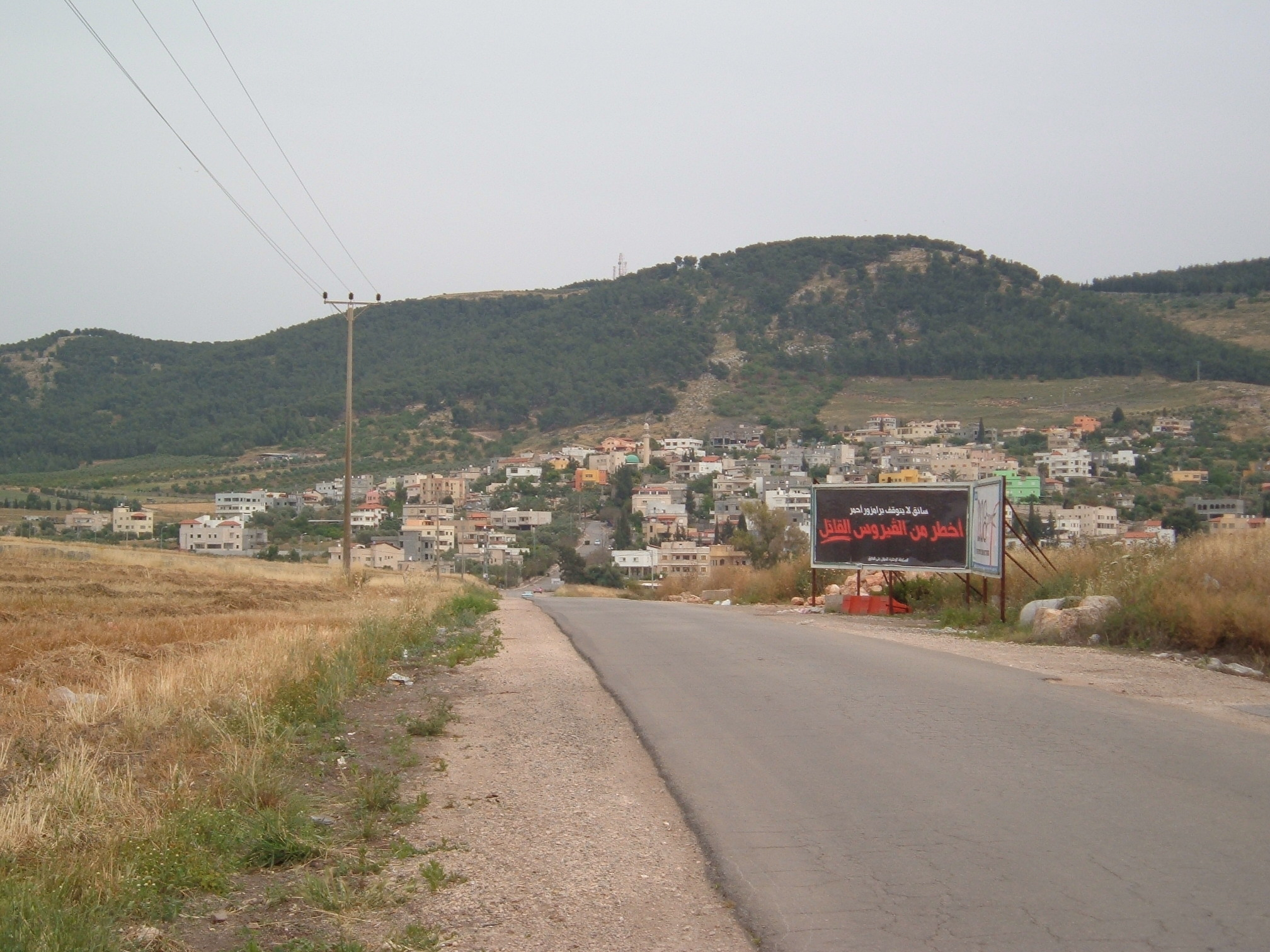
Vista de Naín (moderno: Nein) desde la entrada del pueblo (2007)

Este relato de un milagro de Jesús sólo se recoge en el Evangelio de Lucas. Jesús, acompañado de una gran multitud (Versículo 11), llegó a las puertas de la aldea de Naín durante la ceremonia de entierro del hijo de una viuda, y resucitó al joven. El lugar es la aldea de Naín, en Galilea, a tres kilómetros al sur del monte Tabor. Este es el primero de los tres milagros de Jesús en los evangelios canónicos en los que resucita a los muertos, siendo los otros dos la resurrección de la hija de Jairo y la de Lázaro.
Tras la curación, la fama de Jesús se extendió "por toda Judea y toda la región circundante". En la Cambridge Bible for Schools and Colleges, el comentarista F. W. Farrar explica que "la idea de que San Lucas suponía por tanto que Naín estaba en Judea carece de todo fundamento. Él quiere decir que la historia del incidente de Naín se extendió incluso por Judea".
Se observan algunos paralelismos en los detalles con la resurrección del hijo de la viuda de Sarepta, por el profeta del Antiguo Testamento Elías (1 Reyes 17), especialmente algunos paralelismos verbales.  La Resurrección del hijo de la viuda de Sarepta (2 Reyes 4) por Eliseo también es similar, incluyendo la reacción de la gente, y en particular, la ubicación de Naín está muy cerca de Sunem (identificada con la moderna Sulam), dando un ejemplo de un patrón repetido en la historia de la Redención. 

### Comentario
A lo largo del tercer evangelio, se destaca la misericordia de Dios hacia los necesitados y nuestra obligación de ser misericordiosos con los demás. En este contexto, Lucas el Evangelista, a través de un milagro que solo él narra, pone de relieve la compasión de Jesús hacia quienes sufren, subrayando que Él, Cristo, muestra esta misericordia de manera tangible.

...es la encarnación definitiva de la misericordia, su signo viviente.

En el milagro llama la atención la iniciativa de Jesús: no hay ninguna súplica, ni petición, ni exposición de la angustia de la viuda. La causa del milagro es la compasión del Señor:

Jesús ve la congoja de aquellas personas, con las que se cruzaba ocasionalmente. Podía haber pasado de largo, o esperar una llamada, una petición. Pero ni se va ni espera. Toma la iniciativa, movido por la aflicción de una mujer viuda, que había perdido lo único que le quedaba, su hijo (…). Cristo conoce que le rodea una multitud, que permanecerá pasmada ante el milagro e irá pregonando el suceso por toda la comarca. Pero el Señor no actúa artificialmente, para realizar un gesto: se siente sencillamente afectado por el sufrimiento de aquella mujer, y no puede dejar de consolarla. En efecto, se acercó a ella y le dijo: no llores. Que es como darle a entender: no quiero verte en lágrimas, porque yo he venido a traer a la tierra el gozo y la paz. Luego tiene lugar el milagro, manifestación del poder de Cristo Dios. Pero antes fue la conmoción de su alma, manifestación evidente de la ternura del Corazón de Cristo Hombre.

Ante un milagro tan semejante a los de Elías y Eliseo que narra la Biblia. En segundo Libro de los Reyes 4,18-37, la gente considera a Jesús un gran profeta. Sin embargo, el texto pronto mostrará que Juan el Bautista sugiere, y Simón Pedro confiesa abiertamente, que Jesús es mucho más que un profeta: es el «Mesías enviado por Dios». La descripción de Jesús como profeta se complementa con otra declaración de la gente: «Dios ha visitado a su pueblo». En el Antiguo Testamento (Gn 21,1; 50,24; Ex 4,31; etc.), esta expresión se refiere a las intervenciones de Dios en la historia de su pueblo. En los textos de San Lucas (cf. 1,68.78; Hch 15,14), tiene el mismo sentido. Lo notable es que se reconozca esa visita salvadora de Dios ahora, después de unos milagros a favor de un pagano y de una mujer, mientras que Jerusalén no la reconoció cuando aconteció (19,44).

## Mensajeros de Juan el Bautista (7:18-35)

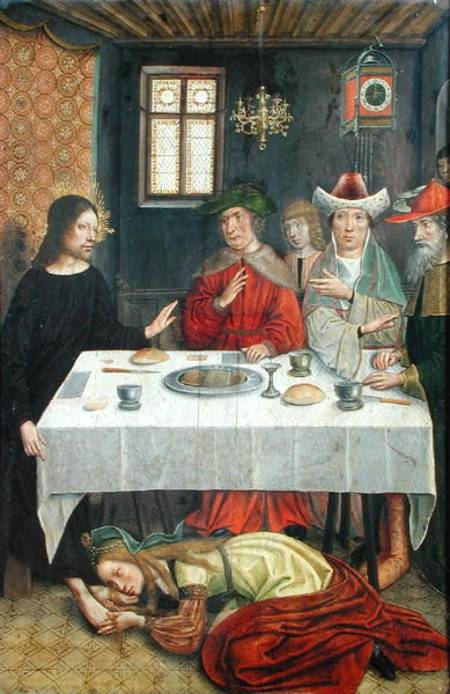
La comida en casa de Simón el Fariseo, c. siglo XV

Cuando Juan el Bautista estaba en prisión y oyó hablar de las obras realizadas por Jesús, Juan envió a dos de sus discípulos como mensajeros para hacerle una pregunta a Jesús:
"¿Eres tú el que ha de venir (ὁ ἐρχόμενος, ho erchomenos), o debemos esperar a otro?".
Tras este episodio, Jesús comienza a hablar a la multitud sobre Juan el Bautista, describiéndolo como el 'mensajero', un profeta que fue él mismo anunciado en profecía (Libro de Malaquías 3:1).

### Comentarios
En su respuesta a los discípulos de Juan, Jesús demuestra ser el Mesías prometido mediante la realización de los signos mesiánicos anunciados en el Antiguo Testamento. Luego, destaca la singular grandeza de Juan el Bautista, no solo por su modo de vida, sino especialmente por su misión única de preceder inmediatamente a Cristo. No obstante, Juan aún pertenece al tiempo de la promesa, por lo que la plenitud llegada en Jesucristo, que trae consigo el don del Reino y la filiación divina, es mayor que el don recibido por Juan. Finalmente, Jesús compara la recepción del mensaje de Juan por parte de fariseos y doctores con la respuesta a su propio mensaje. Mientras que el llamado de Juan a la conversión fue aceptado por el pueblo y los publicanos, los fariseos y doctores de la Ley lo rechazaron, rechazando así el plan de Dios para ellos. Jesús sugiere que lo mismo ocurrirá con su mensaje de salvación. La pregunta del Bautista puede parecer desconcertante, pero una lectura atenta de los Evangelios ofrece una explicación:

San Juan Bautista no preguntaba por la venida de Cristo en la carne como si desconociese el misterio de la Encarnación, pues él mismo lo había confesado expresamente diciendo: Yo he visto y he dado testimonio de que éste es el Hijo de Dios (Jn 1,34). Por eso no pregunta: “¿Tú eres el que has venido?”, sino: ¿Eres tú el que ha de venir?, inquiriendo sobre algo futuro, no sobre algo pasado. Tampoco debemos pensar que el Bautista ignorase que Jesús vendría para sufrir, pues él mismo había dicho: He aquí el Cordero de Dios que quita el pecado del mundo (Jn 1,24). (…) Puede decirse con San Juan Crisóstomo que no era por ignorancia propia, sino para que Cristo diera cumplida respuesta a sus discípulos. Por eso Cristo responde para instruirlos acudiendo al argumento de los hechos milagrosos.

## Parábola de los dos deudores (7:36-50)
.

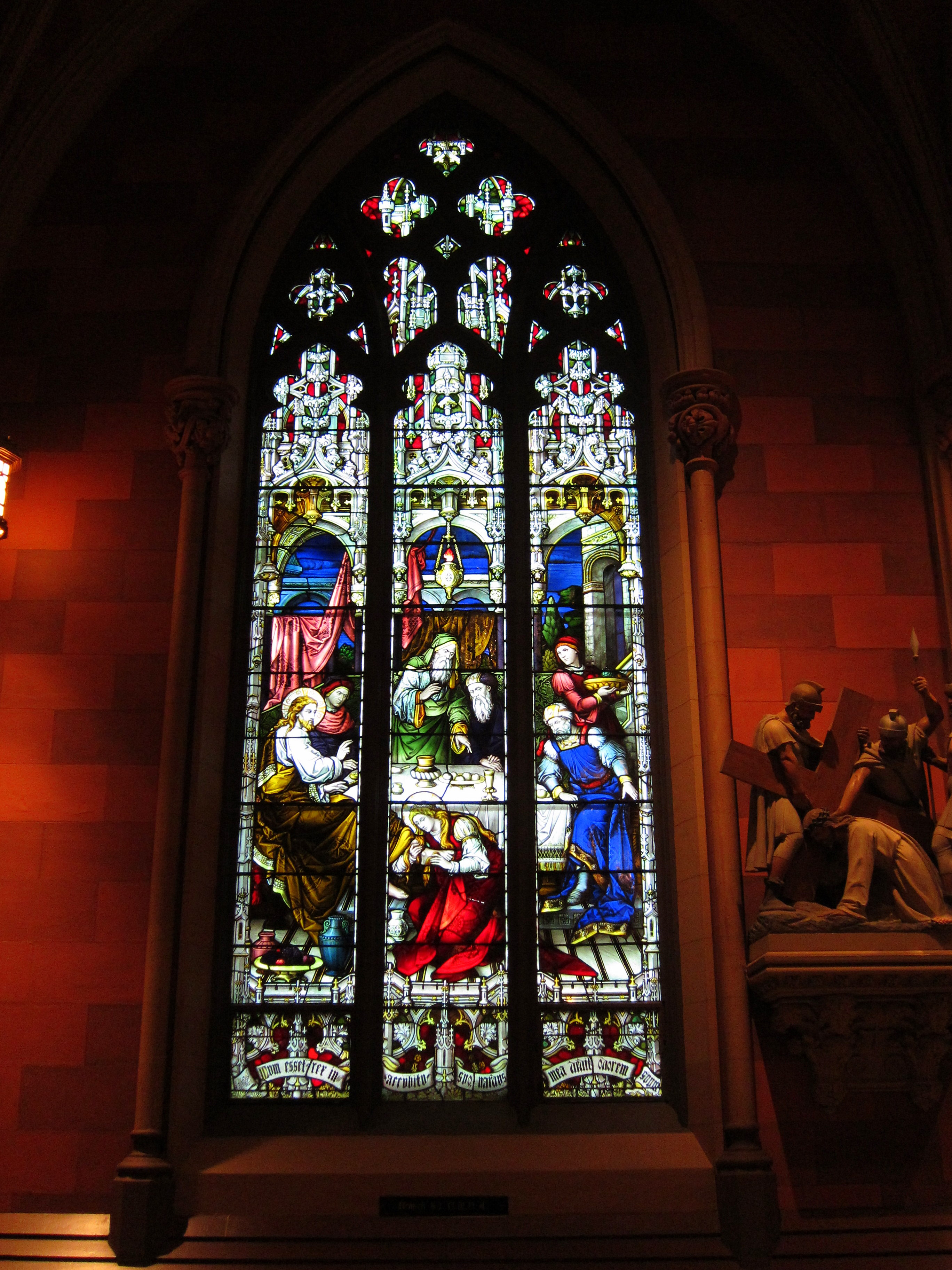
Ilustración de "Un discípulo lava los pies de Cristo" (Lucas 7:38) con el texto en la parte inferior de Cantar de los Cantares 1:12 en latín (inglés: "Mientras el rey estaba en su reposo, mi nardo despedía su olor")

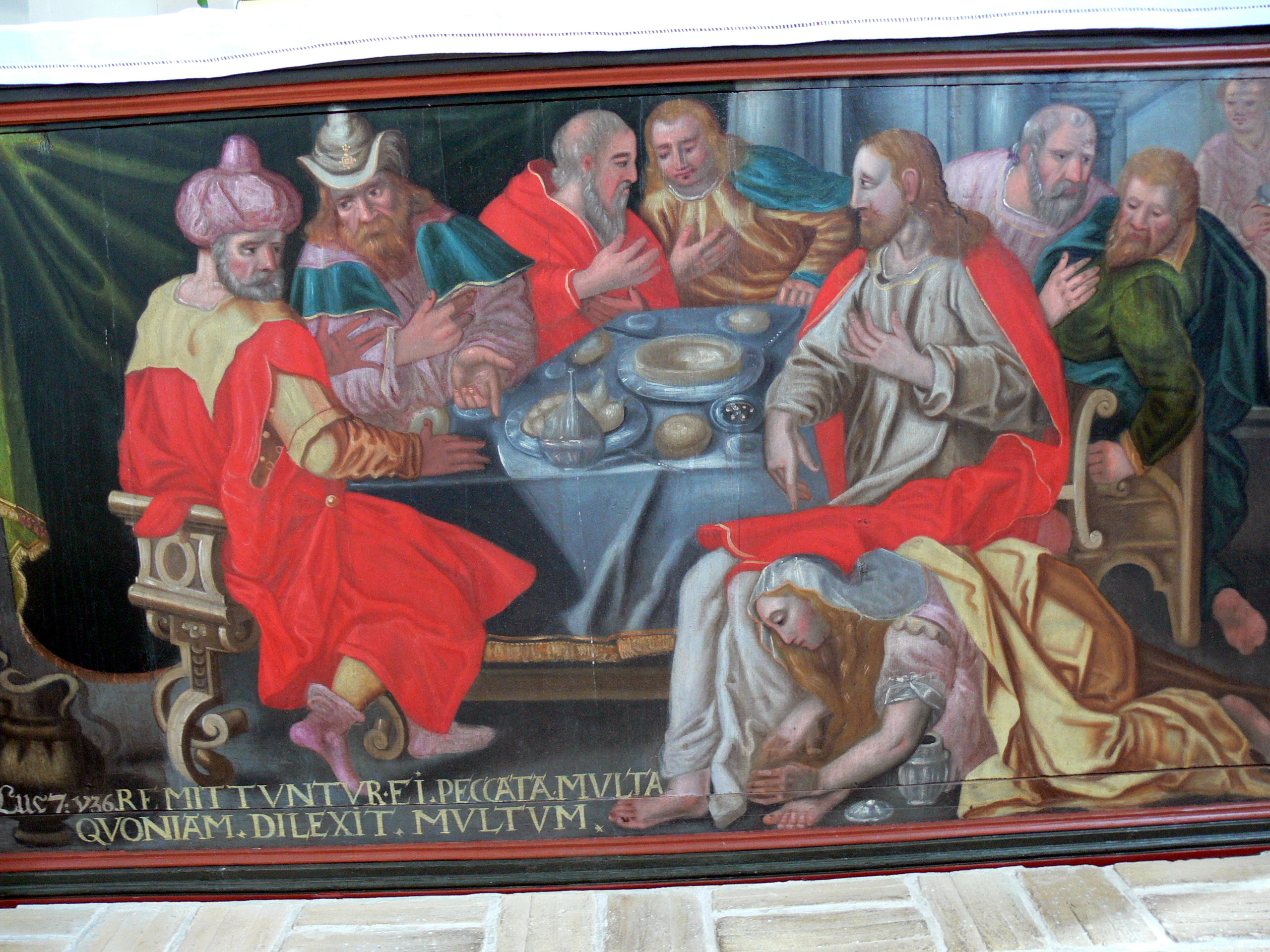
Unción de Jesús, pintura de altar del, Ballum, Dinamarca.

Un fariseo llamado Simón invita a Jesús a comer en su casa, pero no le muestra las señales habituales de hospitalidad que se ofrecen a los visitantes: un beso de saludo (v. 45), agua para lavarle los pies (v. 44) o aceite para la cabeza (v. 46). Una "mujer pecadora" entra en su casa durante la comida y anoints los pies de Jesús con perfume, secándoselos con sus cabellos. Simón critica interiormente a Jesús, quien, si fuera profeta, "sabría qué clase de vida pecaminosa lleva ella".
Jesús utiliza entonces la historia de dos deudores para explicar que una mujer le ama más que su anfitrión, porque a ella se le han perdonado pecados mayores.

### Versículo 38
Y se puso a sus pies, detrás de él, llorando, y comenzó a lavarle los pies con lágrimas, y se los enjugó con los cabellos de la cabeza, y le besó los pies, y se los ungió con el ungüento. 
- "Se pusieron a sus pies detrás de él": Jesús, como otros invitados, 'reclinados en divanes con los pies vueltos hacia fuera', una postura común en aquella época también para persas, griegos, romanos.[27] Esta disposición se denomina triclinia, por la que el invitado reposaba sobre el codo en la mesa, con los pies sin sandalias extendidos en el sofá (ya que cada invitado dejaba las sandalias junto a la puerta al entrar).[14]
- "Ungüento": o "aceite perfumado" en NKJV, se traduce de la palabra griega μύρον que se aplicaba 'para cualquier tipo de esencia vegetal de olor dulce, especialmente la del mirto'.[28]

### Versículos 47-48
"Por eso os digo que sus pecados, que son muchos, le son perdonados, porque amó mucho; pero a quien se le perdona poco, ama poco." 48 Y le dijo: "Tus pecados te son perdonados."
Eric Franklin observa que la mujer está demostrando su amor y se pregunta si es "porque ya ha sido perdonada, que es lo que implicaría la parábola." Versículo 47, "en una primera lectura en todo caso, no parece apoyar esto, sino más bien sugiere que ella ha sido perdonada a causa de su amor". La Revised Standard Version y la New King James Version pueden leerse de este modo. Franklin señala que "traducciones más recientes, asumiendo una coherencia en la historia en su conjunto, toman el griego ὅτι (hoti, traducido como "por" en el pasaje citado anteriormente) para significar, no "porque", sino "con el resultado de que", por ejemplo la Revised English Bible traduce, "Su gran amor demuestra que sus muchos pecados han sido perdonados". El Versículo 48 proclama entonces su perdón, que esta traducción supone que ya le ha sido pronunciado.

### Comentarios
La escena ilustra claramente la pedagogía divina de Jesús y se centra en varias ideas clave: la divinidad de Jesús, la relación entre el perdón y el amor y la importancia de la fe. El relato inicia presentando a los personajes principales —Jesús, Simón y la mujer— en una comida en casa de Simón. Es posible que el fariseo haya invitado a Jesús con la intención de ponerlo a prueba, pero su falta de cortesía indica una falta de afecto. Probablemente, Simón ha oído a la gente decir que Jesús es un profeta tras la resurrección del hijo de la viuda de Naín, pero ahora duda de ello. Aunque llama a Jesús "maestro", Jesús demuestra ser más que eso al conocer los pensamientos de Simón y las circunstancias de la mujer. Si solo Dios conoce los corazones, no es sorprendente que Jesús perdone pecados, una prerrogativa divina.
La actitud de la mujer sirve para que Jesús explique la relación entre el perdón y el amor. En la frase final de su diálogo con Simón, Jesús ofrece la clave del pasaje: el amor a Dios y el perdón de los pecados están interrelacionados; el perdón genera amor y el amor alcanza el perdón. La historia de la mujer ejemplifica esta relación, mientras que la de Simón es el contraejemplo: al no mostrar amor hacia Jesús, Simón está lejos de obtener el perdón, y al no reconocer su necesidad de perdón, está lejos de amar. Al final, como en la escena del paralítico de Cafarnaún, Jesús perdona a la mujer sus pecados. Para completar su enseñanza, Jesús le dice que es su fe la que la ha salvado. La fe salva, pero el amor la manifiesta.